# Wyrażenie algebraiczne
Wyrażenie algebraiczne, zwyczajowo wzór matematyczny – syntaktycznie wyrażenie matematyczne, złożone z jednego lub większej liczby symboli algebraicznych (tzn. stałych lub zmiennych), połączonych znakami działań ({\displaystyle +,\ -,\ \cdot ,\ \colon ,} potęgi i pierwiastka) i ewentualnie nawiasów, zgodnie z regułami notacji matematycznej.
Semantycznie wyrażenie algebraiczne, jako wyrażenie dobrze zbudowane w języku algebry, jest zapisem pewnego algorytmu złożonego z elementarnych działań dodawania, odejmowania, mnożenia, dzielenia i potęgowania (pierwiastkowanie sprowadza się do potęgowania).
Najprostsze wyrażenia algebraiczne są to pojedyncze stałe (np. 5) oraz zmienne (np. x), bardziej skomplikowane to m.in. jednomiany (np. {\displaystyle 3x^{2}y^{3}}), dwumiany (np. {\displaystyle 3x^{2}y+xy^{3}}), wielomiany (np. {\displaystyle 2a^{3}+5a^{2}-ab+8}), zapisy typu {\displaystyle {\sqrt[{x}]{y}}} czy 
{\displaystyle {\frac {\sqrt {x+y+2{\sqrt {xy}}}}{x-y}}.}
Nie są natomiast wyrażeniami algebraicznymi zapisy złożone z symboli algebraicznych, ale pozbawione sensu, np. {\displaystyle ^{a}+\cdot (,} wyrażenia w których uczestniczą symbole funkcji, np. {\displaystyle \sin x} albo relacji, np. {\displaystyle a=b.} Na ogół zakłada się, że wyrażenia algebraiczne mają skończoną długość, nie jest więc wyrażeniem algebraicznym np. ułamek łańcuchowy:
{\displaystyle 2+{\cfrac {4}{3+{\cfrac {1\cdot 3}{4+{\cfrac {3\cdot 5}{4+{\cfrac {5\cdot 7}{4+\dots }}}}}}}}.}
Niektórzy autorzy wymagają, aby stałe w wyrażeniu algebraicznym były liczbami algebraicznymi.
Jeśli w wyrażeniu algebraicznym nie występuje potęgowanie o niecałkowitym wykładniku (czyli także pierwiastkowanie stopnia innego niż {\displaystyle {\tfrac {1}{k}},k\in \mathbb {Z} \setminus \{0\}}), to jest ono wyrażeniem wymiernym. W przeciwnym wypadku jest wyrażeniem niewymiernym.
W informatyce stosowane jest zbliżone (nieco szersze) pojęcie wyrażenia arytmetycznego. Inni zaś uważają, że wyrażenie matematyczne niezawierające zmiennych to wyrażenie arytmetyczne, a zawierające zmienne to wyrażenie algebraiczne.